# كورت يان
كورت يان (بالألمانية: Curt Jahn)‏ هو ضابط ألماني، ولد في 16 فبراير 1892 في اشمالكالدن في ألمانيا، وتوفي في 7 نوفمبر 1966 في كوبورغ في ألمانيا.